# Cascina Teghillo
La Cascina Teghillo chiamata anche Vigada, è una delle più grandi cascine del territorio di Torino verso Grugliasco. Nello specifico, si trova a Borgata Lesna.
A inizio del XXI secolo sono state effettuate opere di recupero; da allora ospita una fattoria sociale.